# Ricardo Paseyro
Ricardo Paseyro (Mercedes, 5 dicembre 1925 – Parigi, 5 febbraio 2009) è stato uno scrittore, poeta e diplomatico uruguaiano naturalizzato francese.
Fu un esponente della Generación del 45.

## Biografia
Come diplomatico, ricoprì la carica di funzionario dell'Uruguay in Francia per cinque anni. Nel 1974, in seguito al colpo di stato di Juan María Bordaberry, Paseyro venne destituito dai militari. Subito dopo ottenne la nazionalità francese e decise di trasferirsi definitivamente a Parigi.
Collaborò a Le Figaro e alle riviste La Parisienne, Les lettres françaises, L'Aurore e assunse l'incarico di caporedattore di Contrepoint (rivista fondata con Patrick Devedjian e diretta da Raymond Aron). Scrisse poemi in spagnolo e saggi in francese. 
Fu un seguace del compatriota e suocero Jules Supervielle, al quale dedicò una biografia. Fu anche amico del giornalista Jean Ferré, e partecipò ad alcune trasmissioni di Radio Courtoisie; intrecciò relazioni amicali anche con lo scultore Ossip Zadkine e con altri artisti e intellettuali parigini. Fu, d'altra parte, un acerrimo nemico di intellettuali di sinistra come Pablo Neruda, Carlos Barral e molti altri.
In Italia entrò in contatto, fra gli altri, con Vittorio Vettori e Sigfrido Bartolini e collaborò alle riviste La Destra e Revisione. A Torino, nell'aprile 1977, organizzò, con Jean-François Revel e Gustavo Selva, la conferenza-dibattito "La tentazione totalitaria" sul pericolo del comunismo.

## Opere
- Le Mythe Neruda, Ediciones de L’Herne, 1971.
- Taïwan clé du Pacifique: Vues sur la Chine nationaliste, Presses universitaires de France, 1986.
- Éloge de l’analphabétisme, à l’usage des faux lettrés, obert Laffont, 1984.
- Poésies/Poesías: choix de poèmes (1950-1980), Ediciones Le Temps qu’il fait, 1998.
- L’Espagne sur le fil, Robert Laffont, 1976.
- Jules Supervielle, le forçat volontaire, Ediciones Le Rocher, 1989.
- Dans la Haute mer de l'air, et Mortel amour de la bataille, Ediciones de Corlevour, 2003.
- L'âme divisée, Ediciones de Corlevour, 2003.
- Toutes les circonstances sont aggravantes: Mémoires politiques et littéraires, Ediciones Le Rocher, 2007.

### Traduzioni in italiano
- Juan Ramon Jimenez e Ricardo Paseyro, Il mito di Neruda, S.l., L'herne, 1965.